# Gaertnera furcellata
Gaertnera furcellata är en måreväxtart som först beskrevs av Henri Ernest Baillon och Wilhelm Vatke, och fick sitt nu gällande namn av Simon T. Malcomber och Aaron Paul Davis. Gaertnera furcellata ingår i släktet Gaertnera och familjen måreväxter. Inga underarter finns listade i Catalogue of Life.